# Orica GreenEdge/Saison 2013
Dieser Artikel listet Erfolge und Fahrer des Radsportteams Orica GreenEdge in der Saison 2013 auf.

## Erfolge in der UCI WorldTour
In den Rennen der Saison 2013 der UCI WorldTour gelangen die nachstehenden Erfolge.
| Datum                | Rennen                               | Sieger                |
| -------------------- | ------------------------------------ | --------------------- |
| 26. Januar           | 5. Etappe Tour Down Under            | Simon Gerrans         |
| 7. März              | 4. Etappe Paris–Nizza                | Michael Albasini      |
| 7. März              | 2. Etappe Tirreno–Adriatico          | Matthew Goss          |
| 23. März             | 6. Etappe Volta Ciclista a Catalunya | Simon Gerrans         |
| 1. April             | 1. Etappe Vuelta al País Vasco       | Simon Gerrans         |
| 2. April             | 2. Etappe Vuelta al País Vasco       | Daryl Impey           |
| 8. Juni              | 1. Etappe Tour de Suisse (EZF)       | Cameron Meyer         |
| 1. Juli              | 3. Etappe Tour de France             | Simon Gerrans         |
| 2. Juli              | 4. Etappe Tour de France             | Mannschaftszeitfahren |
| 27. Juli – 3. August | Gesamtwertung Polen-Rundfahrt        | Pieter Weening        |
| 28. August           | 5. Etappe Vuelta a España            | Michael Matthews      |
| 15. September        | 21. Etappe Vuelta a España           | Michael Matthews      |

## Erfolge in der UCI Africa Tour
In den Rennen der Saison 2013 der UCI Africa Tour gelangen die nachstehenden Erfolge.
| Datum       | Rennen                                           | Kat. | Sieger      |
| ----------- | ------------------------------------------------ | ---- | ----------- |
| 28. Februar | Südafrikanische Meisterschaft – Einzelzeitfahren | NC   | Daryl Impey |

## Erfolge in der UCI America Tour
In den Rennen der Saison 2013 der UCI America Tour gelangen die nachstehenden Erfolge.
| Datum      | Rennen                     | Kat. | Sieger           |
| ---------- | -------------------------- | ---- | ---------------- |
| 24. Januar | 4. Etappe Tour de San Luis | 2.1  | Svein Tuft       |
| 7. August  | 2. Etappe Tour of Utah     | 2.1  | Michael Matthews |
| 9. August  | 4. Etappe Tour of Utah     | 2.1  | Michael Matthews |

## Erfolge in der UCI Europe Tour
In den Rennen der Saison 2013 der UCI Europe Tour gelangen die nachstehenden Erfolge.
| Datum         | Rennen                                        | Kat.  | Sieger                    |
| ------------- | --------------------------------------------- | ----- | ------------------------- |
| 4. Februar    | Trofeo Migjorn                                | 1.1   | Leigh Howard              |
| 6. Februar    | Trofeo Platja de Muro                         | 1.1   | Leigh Howard              |
| 3. April      | 2b. Etappe Circuit Cycliste Sarthe (EZF)      | 2.1   | Luke Durbridge            |
| 22. April     | 2. Etappe Presidential Cycling Tour of Turkey | 2.HC  | Aidis Kruopis             |
| 23. Mai       | 2. Etappe Bayern-Rundfahrt                    | 2.HC  | Daryl Impey               |
| 6. Juni       | Grosser Preis des Kantons Aargau              | 1.1   | Michael Albasini          |
| 13. Juni      | Prolog Tour of Slovenia (EZF)                 | 2.1   | Svein Tuft                |
| 16. Juni      | 3. Etappe Tour of Slovenia                    | 2.1   | Brett Lancaster           |
| 23. Juni      | Litauische Meisterschaft – Straßenrennen      | CN    | Tomas Vaitkus             |
| 25. Juli      | Prueba Villafranca de Ordizia                 | 1.1   | Daniel Teklehaimanot      |
| 8. August     | 2. Etappe Burgos-Rundfahrt                    | 2. HC | Jens Keukeleire           |
| 9. August     | 3. Etappe Burgos-Rundfahrt                    | 2. HC | Jens Keukeleire           |
| 29. September | Duo Normand                                   | 1.1   | Luke Durbridge Svein Tuft |

## Erfolge in der UCI Oceania Tour
In den Rennen der Saison 2013 der UCI Oceania Tour gelangen die nachstehenden Erfolge.
| Datum      | Rennen                                        | Kat. | Sieger         |
| ---------- | --------------------------------------------- | ---- | -------------- |
| 9. Januar  | Australische Meisterschaft – Einzelzeitfahren | NC   | Luke Durbridge |
| 13. Januar | Australische Meisterschaft – Straßenrennen    | NC   | Luke Durbridge |

## Zugänge – Abgänge
| Zugänge          | Team 2012             | Abgänge        | Team 2013               |
| ---------------- | --------------------- | -------------- | ----------------------- |
| Michael Matthews | Rabobank Cycling Team | Jack Bobridge  | Belkin-Pro Cycling Team |
|                  |                       | Julian Dean    | Karriereende            |
|                  |                       | Matthew Wilson | Karriereende            |

## Mannschaft
| Name                 | Geburtstag         | Nationalität |              |
| -------------------- | ------------------ | ------------ | ------------ |
| Michael Albasini     | 20. Dezember 1980  | Schweiz      |              |
| Fumiyuki Beppu       | 10. April 1983     | Japan        |              |
| Sam Bewley           | 22. Juli 1987      | Neuseeland   |              |
| Simon Clarke         | 18. Juli 1986      | Australien   |              |
| Baden Cooke          | 12. Oktober 1978   | Australien   |              |
| Allan Davis          | 27. Juli 1980      | Australien   |              |
| Mitchell Docker      | 2. Oktober 1986    | Australien   |              |
| Luke Durbridge       | 9. April 1991      | Australien   |              |
| Simon Gerrans        | 16. Mai 1980       | Australien   |              |
| Matthew Goss         | 5. November 1986   | Australien   |              |
| Michael Hepburn      | 17. August 1991    | Australien   |              |
| Leigh Howard         | 18. Oktober 1989   | Australien   |              |
| Daryl Impey          | 6. Dezember 1984   | Südafrika    |              |
| Jens Keukeleire      | 23. November 1988  | Belgien      |              |
| Aidis Kruopis        | 26. Oktober 1986   | Litauen      |              |
| Brett Lancaster      | 15. November 1979  | Australien   |              |
| Sebastian Langeveld  | 17. Januar 1985    | Niederlande  |              |
| Michael Matthews     | 26. September 1990 | Australien   |              |
| Christian Meier      | 21. Februar 1985   | Kanada       |              |
| Cameron Meyer        | 11. Januar 1988    | Australien   |              |
| Travis Meyer         | 8. Juni 1989       | Australien   |              |
| Jens Mouris          | 12. März 1980      | Niederlande  |              |
| Stuart O’Grady       | 6. August 1973     | Australien   |              |
| Wesley Sulzberger    | 20. Oktober 1986   | Australien   |              |
| Daniel Teklehaimanot | 10. November 1988  | Eritrea      |              |
| Svein Tuft           | 9. Mai 1977        | Kanada       |              |
| Tomas Vaitkus        | 4. Februar 1982    | Litauen      |              |
| Pieter Weening       | 5. April 1981      | Niederlande  |              |
| Stagiaires           | Stagiaires         | Nationalität | Nationalität |
| Damien Howson        | Damien Howson      | Australien   |              |
| Kang Ji-yong         | Kang Ji-yong       | Südkorea     |              |